# Europäische Olympische Winter-Jugendtage 1995
Die Europäischen Olympischen Winter-Jugendtage 1995 fanden vom 4. bis zum 10. Februar in Andorra la Vella statt. Es war dies nach den Spiele der kleinen Staaten von Europa 1991 das zweite internationale Multisportevent das in Andorra ausgetragen wurde. 

## Sportarten
Es wurden 17 Wettkämpfe in 4 Disziplinen ausgetragen. Biathlon wurde aus dem Programm gestrichen.
- Eiskunstlauf
- Shorttrack
- Ski Alpin
- Skilanglauf

## Medaillenspiegel
| Platz  | Mannschaft     | Gold | Silber | Bronze | Gesamt |
| ------ | -------------- | ---- | ------ | ------ | ------ |
| 1      | Italien        | 4    | 5      | 2      | 11     |
| 2      | Frankreich     | 3    | 1      | 2      | 6      |
| 3      | Russland       | 2    | 2      | 2      | 6      |
| 4      | Tschechien     | 2    | 1      | 1      | 4      |
| 5      | Ungarn         | 1    | 2      | 2      | 5      |
| 6      | Schweden       | 1    | 1      | 2      | 4      |
| 7      | Slowenien      | 1    | 1      | 1      | 3      |
| 8      | Schweiz        | 1    | 1      | –      | 2      |
| 9      | Niederlande    | 1    | –      | 1      | 2      |
| 10     | Österreich     | 1    | –      | –      | 1      |
| 11     | Estland        | –    | 1      | –      | 1      |
| 11     | Polen          | –    | 1      | –      | 1      |
| 11     | Ukraine        | –    | 1      | –      | 1      |
| 14     | Deutschland    | –    | –      | 1      | 1      |
| 14     | Großbritannien | –    | –      | 1      | 1      |
| 14     | Norwegen       | –    | –      | 1      | 1      |
| 14     | Rumänien       | –    | –      | 1      | 1      |
| Gesamt | Gesamt         | 17   | 17     | 17     | 51     |